# Giải bóng đá trong nhà vô địch quốc gia 2011
Giải futsal Quốc gia 2011 là giải bóng đá futsal do Liên đoàn bóng đá Việt Nam tổ chức lần thứ năm hàng năm. Giải Futsal toàn quốc năm 2011 sẽ diễn ra từ 18/6 đến 30/6/2011 tại Nhà thi đấu thành phố Huế với sự tham dự của 12 đội bóng gồm: Thành phố Huế, Công ty Cây xanh TP Huế, Bệnh viện An Phước Bình Thuận, Tân Hiệp Hưng, Hoàng Thư Đà Nẵng, Chrysler Phạm Gia, Thái Sơn Bắc, Thái Sơn Nam, Khánh Hòa, Tâm Nhật Minh, Vinaconex PVC, VLT Đà Nẵng.

## Phương thức thi đấu
Mười hai đội bóng được chia thành 2 nhóm A và B, 6 đội/nhóm thi đấu vòng tròn một lượt ở mỗi nhóm để tính điểm, xếp hạng. 2 đội Nhất và Nhì tại mỗi nhóm sẽ giành quyền vào thi đấu tại Bán kết.
Vòng Bán kết thi đấu theo thể thức loại trực tiếp một trận, nếu sau thời gian thi đấu chính thức (40 phút) tỷ số hoà, sẽ thi đá luân lưu 6m để xác định đội thắng.
2 đội thua tại Bán kết xếp đồng Hạng Ba, 2 đội thắng tại Bán kết sẽ vào Chung kết tranh vô địch.

## Cách tính điểm, xếp hạng
- Chín đội thi đấu vòng tròn một lượt, tính điểm xếp hạng.
- Cách tính điểm xếp hạng:
  - Đội thắng: 3 điểm
  - Đội hoà: 1 điểm
  - Đội thua: 0 điểm
  - Tính tổng số điểm của các đội đạt được để xếp thứ hạng.
- Nếu có từ hai đội trở lên bằng điểm nhau, trước hết tính kết quả của các trận đấu giữa các đội đó với nhau theo thứ tự:
  - Tổng số điểm.
  - Hiệu số của tổng số bàn thắng trừ tổng số bàn thua.

Đội nào có chỉ số cao hơn sẽ xếp trên.
- Nếu các chỉ số trên bằng nhau, thì tiếp tục xét các chỉ số của toàn bộ các trận đấu trong giải theo thứ tự:
  - Hiệu số của tổng số bàn thắng trừ tổng số bàn thua.
  - Tổng số bàn thắng.

Đội nào có chỉ số cao hơn sẽ xếp trên, nếu vẫn bằng nhau sẽ tổ chức bốc thăm.

## Giải thưởng
Cơ cấu giải thưởng:
- Đội vô địch: Cúp, HCV, bảng danh vị và giải thưởng 25 triệu đồng
- Đội thứ Nhì: HCB, bảng danh vị và giải thưởng 15 triệu đồng
- Đồng hạng Ba: HCĐ, bảng danh vị và giải thưởng 10 triệu đồng
- Cầu thủ xuất sắc nhất: Bảng danh vị, giải thưởng 2 triệu đồng
- Cầu thủ ghi nhiều bàn thắng nhất: Bảng danh vị, giải thưởng 2 triệu đồng
- Thủ môn xuất sắc nhất: Bảng danh vị, giải thưởng 2 triệu đồng.[1]

## Lịch thi đấu và kết quả
| Ngày      | Giờ   | Đội 1 - Đội 2                              | Tỷ số |
| 18/6/2011 | 15:15 | Thành phố Huế - VLT Đà Nẵng                | 0-4   |
| 18/6/2011 | 17:15 | Vinaconex - PVC - Thái Sơn Bắc             | 0-1   |
| 18/6/2011 | 19:15 | Chrysler Phạm Gia - Tân Hiệp Hưng          | 4-2   |
| 19/6/2011 | 15:00 | Sanna Khánh Hòa - Hoàng Thư Đà Nẵng        | 3-1   |
| 19/6/2011 | 17:00 | Tâm Nhật Minh - Thái Sơn Nam               | 2-2   |
| 19/6/2011 | 19:00 | BV An Phước B.Thuận - C.Ty cây xanh TP Huế | 10-3  |
| 20/6/2011 | 15:15 | VLT Đà Nẵng - Tân Hiệp Hưng                | 0-2   |
| 20/6/2011 | 17:15 | Thái Sơn Bắc - Thành phố Huế               | 4-3   |
| 20/6/2011 | 19:15 | Vinaconex - PVC - Chrysler Phạm Gia        | 3-2   |
| 21/6/2011 | 15:00 | Hoàng Thư Đà Nẵng - C.Ty cây xanh TP Huế   | 12-1  |
| 21/6/2011 | 17:00 | Thái Sơn Nam - Sanna Khánh Hòa             | 4-3   |
| 21/6/2011 | 19:00 | Tâm Nhật Minh - BV An Phước B.Thuận        | 2-0   |
| 22/6/2011 | 15:15 | Thái Sơn Bắc - Chrysler Phạm Gia           | 6-0   |
| 22/6/2011 | 17:15 | VLT Đà Nẵng - Vinaconex - PVC              | 2-3   |
| 22/6/2011 | 19:15 | Tân Hiệp Hưng - Thành phố Huế              | 2-1   |
| 23/6/2011 | 15:00 | Thái Sơn Nam - BV An Phước B.Thuận         | 1-1   |
| 23/6/2011 | 17:00 | Hoàng Thư Đà Nẵng - Tâm Nhật Minh          | 2-5   |
| 23/6/2011 | 19:00 | C.Ty cây xanh TP Huế - Sanna Khánh Hòa     | 2-3   |
| 24/6/2011 | 15:15 | Tân Hiệp Hưng – Vinaconex PVC              | 1-0   |
| 24/6/2011 | 17:15 | Thành phố Huế - Chrysler Phạm Gia          | 3-16  |
| 24/6/2011 | 19:15 | Thái Sơn Bắc - VLT Đà Nẵng                 | 1-1   |
| 25/6/2011 | 15:00 | C.Ty cây xanh TP Huế - Tâm Nhật Minh       | 0-4   |
| 25/6/2011 | 17:00 | Sanna Khánh Hòa - BV An Phước B.Thuận      | 5-3   |
| 25/6/2011 | 19:00 | Thái Sơn Nam - Hoàng Thư Đà Nẵng           | 5-1   |
| 26/6/2011 | 15:15 | Vinaconex - PVC - Thành phố Huế            | 11-1  |
| 26/6/2011 | 17:15 | Chrysler Phạm Gia - VLT Đà Nẵng            | 6-2   |
| 26/6/2011 | 19:15 | Tân Hiệp Hưng - Thái Sơn Bắc               | 3-1   |
| 27/6/2011 | 15:00 | Tâm Nhật Minh - Sanna Khánh Hòa            | 3-3   |
| 27/6/2011 | 17:00 | BV An Phước B.Thuận - Hoàng Thư Đà Nẵng    | 3-0   |
| 27/6/2011 | 19:00 | C.Ty cây xanh TP Huế - Thái Sơn Nam        | 1-3   |

## Bảng xếp hạng
Bảng A
| Thứ hạng | Đội               | Trận | Thắng | Hòa | Thua | Điểm | Bàn thắng | Bàn bại | Hiệu số |
| 1        | Tân Hiệp Hưng     | 5    | 4     | 0   | 1    | 12   | 10        | 6       | 4       |
| 2        | Thái Sơn Bắc      | 5    | 3     | 1   | 1    | 10   | 13        | 7       | 6       |
| 3        | Vinaconex - PVC   | 5    | 3     | 0   | 2    | 9    | 17        | 7       | 10      |
| 4        | Chrysler Phạm Gia | 5    | 3     | 0   | 2    | 9    | 28        | 16      | 12      |
| 5        | VLT Đà Nẵng       | 5    | 1     | 1   | 3    | 4    | 9         | 12      | -3      |
| 6        | Thành phố Huế     | 5    | 0     | 0   | 5    | 0    | 8         | 37      | -29     |

Bảng B
| Thứ hạng | Đội                            | Trận | Thắng | Hòa | Thua | Điểm | Bàn thắng | Bàn bại | Hiệu số |
| 1        | Tâm Nhật Minh                  | 5    | 3     | 2   | 0    | 11   | 15        | 6       | 9       |
| 2        | Thái Sơn Nam                   | 5    | 3     | 2   | 0    | 13   | 14        | 7       | 7       |
| 3        | Sanna Khánh Hòa                | 5    | 3     | 1   | 1    | 10   | 17        | 13      | 4       |
| 4        | Hoàng Thư Đà Nẵng              | 5    | 2     | 0   | 3    | 6    | 19        | 14      | 5       |
| 5        | BV An Phước B.Thuận            | 5    | 0     | 0   | 5    | 0    | 14        | 14      | 0       |
| 6        | Công ty cây xanh Thành phố Huế | 5    | 0     | 0   | 5    | 0    | 7         | 32      | -25     |

## Vòng bán kết
| Ngày      | Giờ   | Đội 1 - Đội 2                | Tỷ số           |
| 29/6/2011 | 15:00 | Tân Hiệp Hưng – Thái Sơn Nam | 1-6             |
| 29/6/2011 | 17:00 | Tâm Nhật Minh – Thái Sơn Bắc | 2-2 (4-3, pen.) |

## Trận chung kết
|  | v          |  |
|  | ---------- |  |
|  | (chi tiết) |  |

|  |   | Luân lưu 11m |
|  | ' |              |

## Tổng kết mùa giải
- Vô địch: Tâm Nhật Minh – Huy chương vàng và 25 triệu đồng
- Hạng Nhì: Thái Sơn Nam – Huy chương bạc và 15 triệu đồng
- Hạng Ba: Tân Hiệp Hưng, Thái Sơn Bắc – Huy chương đồng và 10 triệu đồng
- Cầu thủ xuất sắc nhất giải: Phùng Trọng Luận (Sanna Khánh Hoà).
- Vua phá lưới: Đỗ Bảo Trung (Phạm Gia).
- Thủ môn xuất sắc: Nguyễn Văn Huy (Thái Sơn Bắc).